# Coppa del Mondo di combinata nordica 2006
La Coppa del Mondo di combinata nordica 2006, ventitreesima edizione della manifestazione organizzata dalla Federazione Internazionale Sci, ebbe inizio il 25 novembre 2005 a Kuusamo, in Finlandia, e si concluse il 19 marzo 2006 a Sapporo, in Giappone.
Furono disputate tutte le 21 gare previste, in 12 diverse località: 8 individuali Gundersen, 10 sprint, 3 a partenza in linea (nessuna a squadre); 7 gare si svolsero su trampolino normale, 14 su trampolino lungo. Nel corso della stagione si tennero a Torino i XX Giochi olimpici invernali, non validi ai fini della Coppa del Mondo, il cui calendario contemplò dunque un'interruzione nel mese di febbraio.
Il finlandese Hannu Manninen si aggiudicò sia la coppa di cristallo, il trofeo assegnato al vincitore della classifica generale, sia la Coppa di sprint, sia il Warsteiner Grand Prix. Manninen era il detentore uscente della Coppa generale.

## Risultati
| Data                  | Località            | Nazione   | Trampolino                   | Spec.        | Primo               | Secondo             | Terzo               |
| --------------------- | ------------------- | --------- | ---------------------------- | ------------ | ------------------- | ------------------- | ------------------- |
| 25 novembre 2005      | Kuusamo             | Finlandia | Rukatunturi HS142            | IN LH/15 km  | Hannu Manninen      | Anssi Koivuranta    | Petter Tande        |
| 27 novembre 2005      | Kuusamo             | Finlandia | Rukatunturi HS142            | SP LH/7,5 km | Mario Stecher       | Petter Tande        | Georg Hettich       |
| 3 dicembre 2005       | Lillehammer         | Norvegia  | Lysgårdsbakken HS131         | IN LH/15 km  | Hannu Manninen      | Felix Gottwald      | Ronny Ackermann     |
| 4 dicembre 2005       | Lillehammer         | Norvegia  | Lysgårdsbakken HS131         | SP LH/7,5 km | Hannu Manninen      | Todd Lodwick        | Ronny Ackermann     |
| 17 dicembre 2005      | Ramsau am Dachstein | Austria   | W90-Mattensprunganlage HS100 | MS NH/10 km  | Petter Tande        | Ronny Ackermann     | Magnus Moan         |
| 18 dicembre 2005      | Ramsau am Dachstein | Austria   | W90-Mattensprunganlage HS100 | SP NH/7,5 km | Magnus Moan         | Ola Morten Græsli   | Jason Lamy-Chappuis |
| Warsteiner Grand Prix |                     |           |                              |              |                     |                     |                     |
| 30 dicembre 2005      | Oberhof             | Germania  | Hans Renner HS140            | IN LH/15 km  | Hannu Manninen      | Ronny Ackermann     | Magnus Moan         |
| 3 gennaio 2006        | Ruhpolding          | Germania  | Große Zirmbergschanze HS128  | SP LH/7,5 km | Felix Gottwald      | Ronny Ackermann     | Petter Tande        |
| 6 gennaio 2006        | Schonach            | Germania  | Langenwaldschanze HS96       | IN NH/15 km  | Hannu Manninen      | Christoph Bieler    | Magnus Moan         |
| 14 gennaio 2006       | Val di Fiemme       | Italia    | Giuseppe Dal Ben HS134       | MS LH/10 km  | Hannu Manninen      | Anssi Koivuranta    | Christoph Bieler    |
| 15 gennaio 2006       | Val di Fiemme       | Italia    | Giuseppe Dal Ben HS134       | SP LH/7,5 km | Hannu Manninen      | Mario Stecher       | Felix Gottwald      |
| 21 gennaio 2006       | Harrachov           | Rep. Ceca | Čerťák HS100                 | SP NH/7,5 km | Hannu Manninen      | Georg Hettich       | Jason Lamy-Chappuis |
| 22 gennaio 2006       | Harrachov           | Rep. Ceca | Čerťák HS100                 | IN NH/15 km  | Hannu Manninen      | Björn Kircheisen    | Georg Hettich       |
| 28 gennaio 2006       | Seefeld in Tirol    | Austria   | Toni Seelos HS100            | SP NH/7,5 km | Hannu Manninen      | Magnus Moan         | Todd Lodwick        |
| 29 gennaio 2006       | Seefeld in Tirol    | Austria   | Toni Seelos HS100            | IN NH/15 km  | Hannu Manninen      | Todd Lodwick        | Christoph Bieler    |
| 4 marzo 2006          | Lahti               | Finlandia | Salpausselkä HS130           | IN LH/15 km  | Magnus Moan         | Björn Kircheisen    | Felix Gottwald      |
| 5 marzo 2006          | Lahti               | Finlandia | Salpausselkä HS130           | SP LH/7,5 km | Björn Kircheisen    | Petter Tande        | Georg Hettich       |
| 11 marzo 2006         | Oslo                | Norvegia  | Holmenkollen HS128           | IN LH/15 km  | Petter Tande        | Jason Lamy-Chappuis | Anssi Koivuranta    |
| 12 marzo 2006         | Oslo                | Norvegia  | Holmenkollen HS128           | SP LH/7,5 km | Björn Kircheisen    | Magnus Moan         | Anssi Koivuranta    |
| 18 marzo 2006         | Sapporo             | Giappone  | Ōkurayama HS134              | MS LH/10 km  | Hannu Manninen      | Björn Kircheisen    | Christoph Bieler    |
| 18 marzo 2006         | Sapporo             | Giappone  | Ōkurayama HS134              | SP LH/7,5 km | Jason Lamy-Chappuis | Hannu Manninen      | Petter Tande        |

Legenda:

IN = individuale Gundersen

SP = sprint

MS = partenza in linea

NH = trampolino normale

LH = trampolino lungo

## Classifiche

### Generale
| Pos. | Nome                | Nazione   | Punti |
| ---- | ------------------- | --------- | ----- |
| 1    | Hannu Manninen      | Finlandia | 1500  |
| 2    | Magnus Moan         | Norvegia  | 961   |
| 3    | Björn Kircheisen    | Germania  | 888   |
| 4    | Petter Tande        | Norvegia  | 812   |
| 5    | Jason Lamy-Chappuis | Francia   | 730   |
| 6    | Georg Hettich       | Germania  | 711   |
| 7    | Felix Gottwald      | Austria   | 708   |
| 8    | Christoph Bieler    | Austria   | 706   |
| 9    | Mario Stecher       | Austria   | 664   |
| 10   | Anssi Koivuranta    | Finlandia | 597   |

### Sprint
| Pos. | Nome                | Nazione   | Punti |
| ---- | ------------------- | --------- | ----- |
| 1    | Hannu Manninen      | Finlandia | 624   |
| 2    | Magnus Moan         | Norvegia  | 454   |
| 3    | Björn Kircheisen    | Germania  | 450   |
| 4    | Georg Hettich       | Germania  | 445   |
| 5    | Jason Lamy-Chappuis | Francia   | 397   |
| 6    | Petter Tande        | Norvegia  | 391   |
| 7    | Mario Stecher       | Austria   | 364   |
| 8    | Felix Gottwald      | Austria   | 349   |
| 9    | Christoph Bieler    | Austria   | 279   |
| 10   | Ronny Ackermann     | Germania  | 266   |

### Warsteiner Grand Prix
| Pos. | Nome             | Nazione   | Punti |
| ---- | ---------------- | --------- | ----- |
| 1    | Hannu Manninen   | Finlandia | 245   |
| 2    | Ronny Ackermann  | Germania  | 205   |
| 3    | Felix Gottwald   | Austria   | 160   |
| 4    | Magnus Moan      | Norvegia  | 156   |
| 5    | Christoph Bieler | Austria   | 146   |

### Nazioni
| Pos. | Nazione   | Punti |
| ---- | --------- | ----- |
| 1    | Germania  | 2950  |
| 2    | Finlandia | 2828  |
| 3    | Austria   | 2558  |
| 4    | Norvegia  | 2308  |
| 5    | Francia   | 944   |